# ملكة الجن
ملكة الجن هي ملحمة شعرية غير مكتملة للشاعر الإنجليزي إدموند سبنسر. نشر الجزء الأول عام 1590 والجزء الثاني عام 1596. تتميز القصيدة أنها مكتوبة على المقطع السبنسري وهو نظام جديد ابتدعه سبنسر في قصائده وهو أن تسير القصيدة على نمط تسعة سطور في المقطع الواحد وكل سطر عبارة تفعيلة شعرية ذات مقطعين: مقطع قصير يتبعه مقطع طويل أي مقطع غير مشدد وأخر مشدد. وترجع شهرة ملحمة ملكة الجن لكونها من أطول القصائد في الأدب الإنجليزي بعد ملحمة الإلياذة والأوديسة.

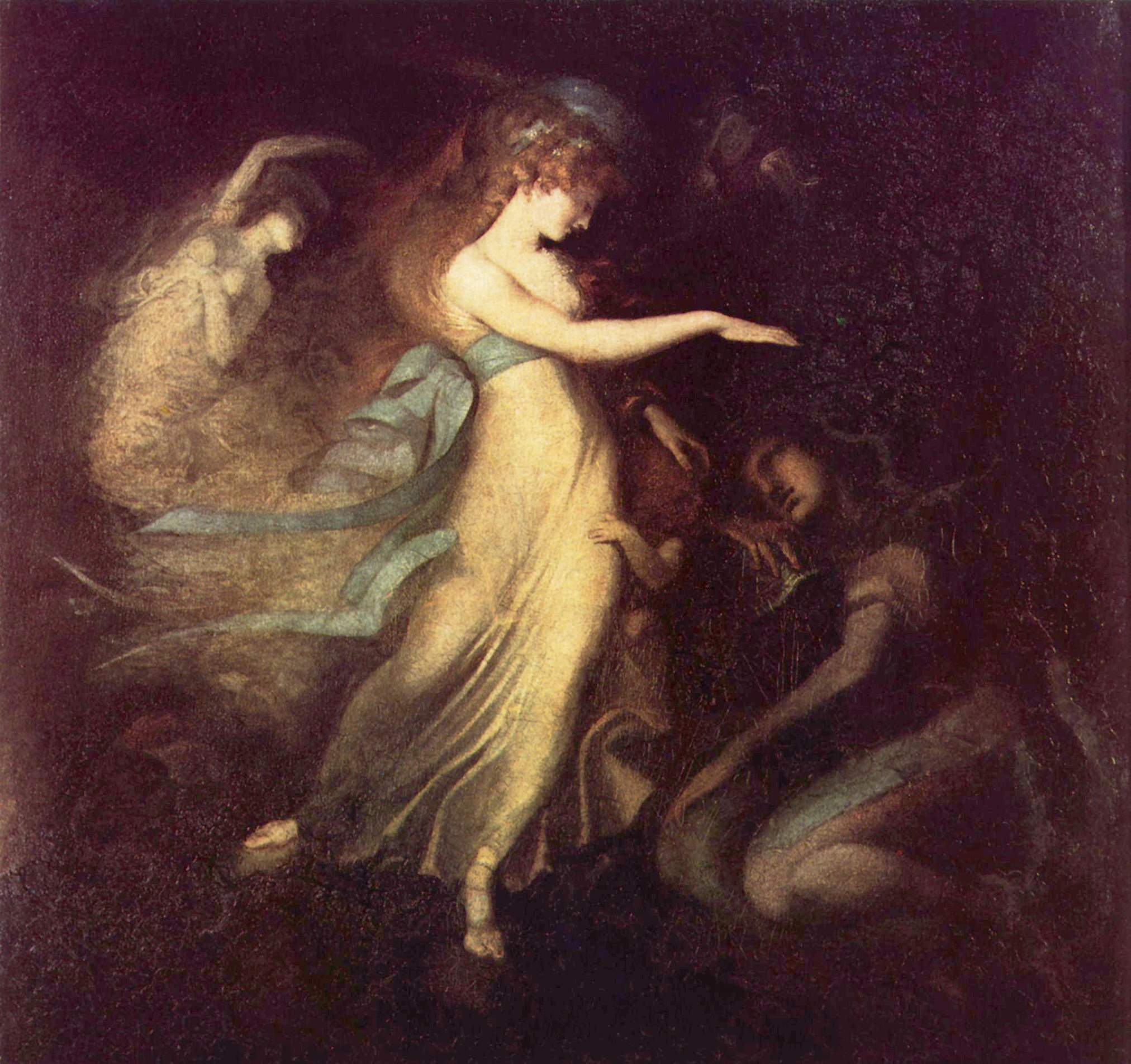
ملكة الجن و الأمير آرثر

## روابط خارجية
- ملكة الجن على موقع الموسوعة البريطانية (الإنجليزية)